# Kathala axillaris
Kathala axillaris es una especie de pez de la familia Sciaenidae en el orden de los Perciformes.

## Morfología
Los machos pueden llegar alcanzar los 27 cm de longitud total.

## Hábitat
Es un pez de clima tropical y bentopelágico.

## Distribución geográfica
Se encuentra en el Océano Índico: el Pakistán la India y Sri Lanka.

## Observaciones
Es inofensivo para los humanos.